# Orsonwelles othello
Orsonwelles othello là một loài nhện trong họ Linyphiidae.
Loài này thuộc chi Orsonwelles. Orsonwelles othello được Gustavo Hormiga miêu tả năm 2002.